# Mezzo (famiglia)

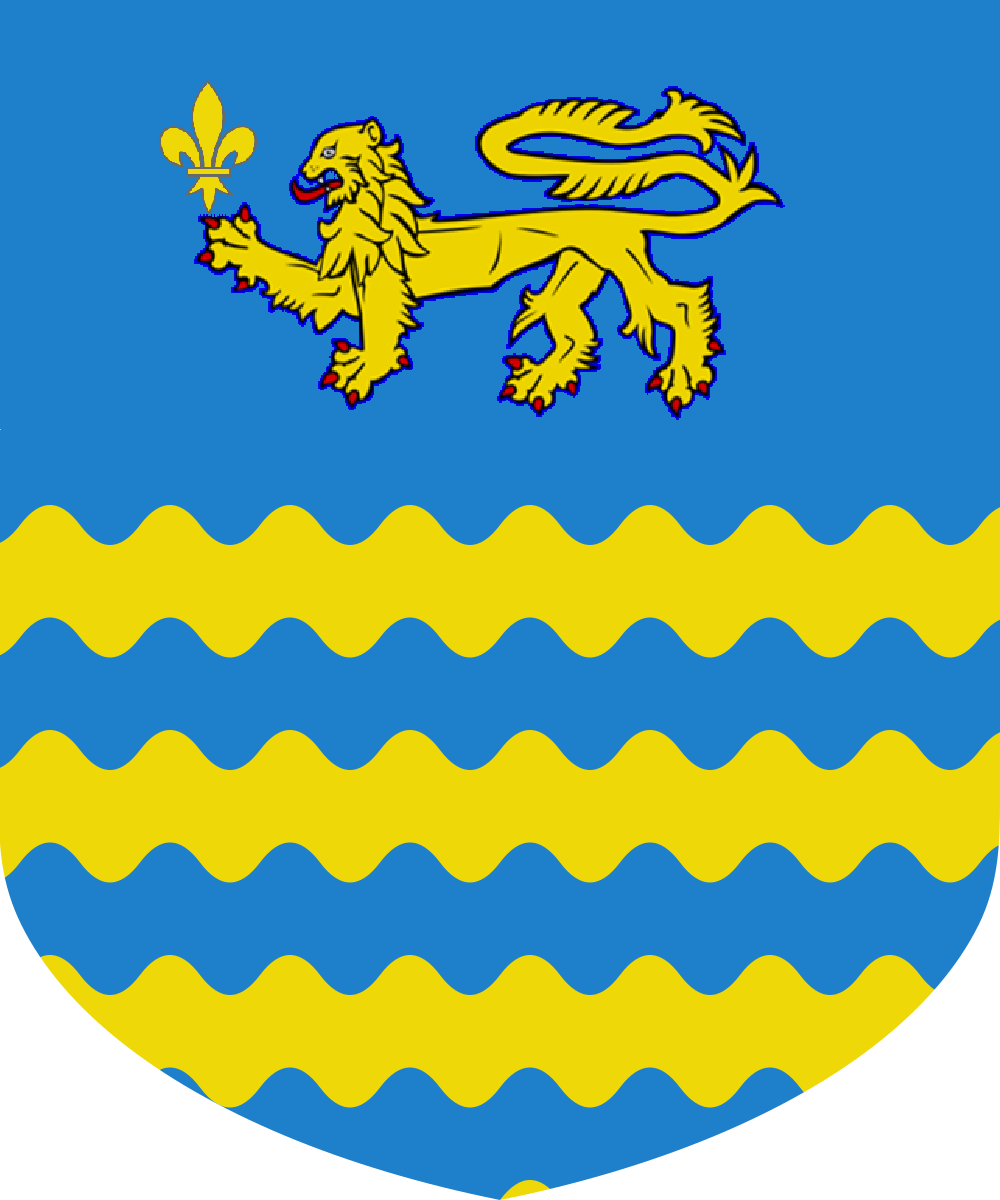
Stemma De Mezzo

I de Mezzo furono una famiglia patrizia veneziana, ascritta al patriziato in due differenti rami, rispettivamente annoverati fra le cosiddette Case Nuove e le Casade Novissime.

## Storia
Secondo la tradizione, questo nobile casato si trasferì a Rialto da Jesolo.
Membri dell'antico Consilium cittadino, furono tra le famiglie incluse nel Maggior Consiglio all'epoca della serrata del 1297, benché un ramo ne fosse rimasto escluso; successivamente, tuttavia, anche quest'ultimo vi fu riammesso a seguito dell'aiuto prestato alla Repubblica durante la guerra di Chioggia contro Genova. Una parte di questa famiglia si trasferì nelle colonie veneziane di Candia.
Diedero alla Repubblica vari militari e uomini politici, il più celebre dei quali fu Girolamo di Giovanni de Mezzo, ambasciatore di Venezia presso Usuncassan, beg della federazione turcomanna di Ak Koyunlu, e successivamente presso papa Innocenzo VIII a Roma (seconda metà del secolo XV). 
La famiglia si estinse nella notte fra il 12 e il 13 aprile 1797 con il suicidio dell'ultimo suo membro, Francesco di Sebastiano.

## Membri illustri
- Girolamo de Mezzo (XV secolo), politico veneziano;
- Luca de Mezzo (XVI secolo), politico veneziano, fu conte di Pola dal 1560 al 1561.

## Luoghi e architetture
- Villa de Mezzo, a Sitia (Grecia).